# Машине (Курманський район)
Ма́шине (до 1945 року — Юзлер; крим. Yüzler) — село Курманського району Автономної Республіки Крим.